# Sébastien Haller
Sébastien Romain Teddy Haller (phát âm tiếng Pháp: [sebastjɛ̃ alɛʁ]; sinh ngày 22 tháng 6 năm 1994) là một cầu thủ bóng đá chuyên nghiệp thi đấu ở vị trí tiền đạo cho câu lạc bộ Eredivisie Utrecht theo dạng cho mượn từ câu lạc bộ Bundesliga Borussia Dortmund. Sinh ra ở Pháp, anh thi đấu cho đội tuyển quốc gia Bờ Biển Ngà.
Haller bắt đầu sự nghiệp của mình ở Auxerre, và chuyển sang thi đấu cho Utrecht thuộc Eredivisie với một bản hợp đồng cho mượn cho mượn vào năm 2015. Sau hai năm ở Hà Lan, anh chuyển đến Eintracht Frankfurt. Màn trình diễn của Haller đã thu hút sự quan tâm của West Ham United, câu lạc bộ đã ký hợp đồng với anh vào năm 2019 với giá chuyển nhượng kỷ lục của câu lạc bộ là 49,8 triệu Euro (45 triệu bảng Anh). Sau một mùa giải đáng thất vọng ở Anh, Haller trở lại Ajax vào năm 2021 với mức phí chuyển nhượng là 22,5 triệu euro (18,8 triệu bảng). Trong sáu tháng đầu tiên, anh đã giành được chức vô địch Eredivisie và KNVB Cup cùng với Ajax. Haller trở thành cầu thủ đầu tiên ghi bàn trong bảy trận đấu UEFA Champions League liên tiếp trong mùa giải 2021–22.
Haller đã đại diện cho Pháp ở cấp độ trẻ, trước khi chuyển sang thi đấu cho đội tuyển Bờ Biển Ngà vào năm 2020. Anh đã ghi bàn thắng quốc tế đầu tiên vào lưới Madagascar và đại diện cho đội tuyển quốc gia tham dự tại Cúp bóng đá châu Phi vào các năm 2021 và 2023. Anh là người ghi bàn thắng quyết định trong trận chung kết để đưa đội tuyển của mình lên ngôi vô địch tại giải đấu năm 2023.

## Đầu đời
Haller sinh ra ở Ris-Orangis, Pháp. Anh có cha là người Pháp còn mẹ là người Bờ Biển Ngà.

## Sự nghiệp câu lạc bộ

### Auxerre
Trong khi Giải vô địch bóng đá U-17 thế giới đang diễn ra, Haller ký hợp đồng chuyên nghiệp đầu tiên của mình với Auxerre vào ngày 26 tháng 6 năm 2011, hợp đồng kéo dài 3 năm.
Trước mùa giải 2012-13, Haller được HLV Jean-Guy Wallemme đôn lên đội một. Anh ra mắt đội một vào ngày 27 tháng 7 năm 2012, trong trận đấu mở màn mùa giải 2012–13 của Auxerre.

### Utrecht
Vào ngày 24 tháng 12 năm 2014, Haller được cho mượn đến câu lạc bộ Utrecht thuộc Eredivise (giải VĐQG Hà Lan) cho đến cuối mùa giải. Vào cuối mùa giải, FC Utrecht đã ký hợp đồng chính thức với Haller. Haller cũng đã giành được Cúp Di Tommaso 2015, giải thưởng Cầu thủ xuất sắc nhất năm của câu lạc bộ Utrecht.

### Eintracht Frankfurt
Vào ngày 15 tháng 5 năm 2017, Haller ký hợp đồng với Eintracht Frankfurt với thời hạn 4 năm cùng với mức phí 7 triệu euro. Trong mùa giải DFB-Pokal 2017-18, anh ghi bốn bàn cho Frankfurt, và đã có đưcọ chiếc cúp đầu tiên trong sự nghiệp. Trong mùa giải Bundesliga 2018–19, anh ghi được 15 bàn thắng trong 29 lần ra sân,chung cuộc câu lạc bộ xếp thứ bảy. Ngoài những bàn thắng ghi được, anh  còn có 9 pha kiến tạo, nghĩa là anh ấy đã sở hữu 24 bàn thắng, thành tích đó chỉ bị Robert Lewandowski đánh bại ở mùa giải 2018–19 với 29 bàn.

### West Ham United

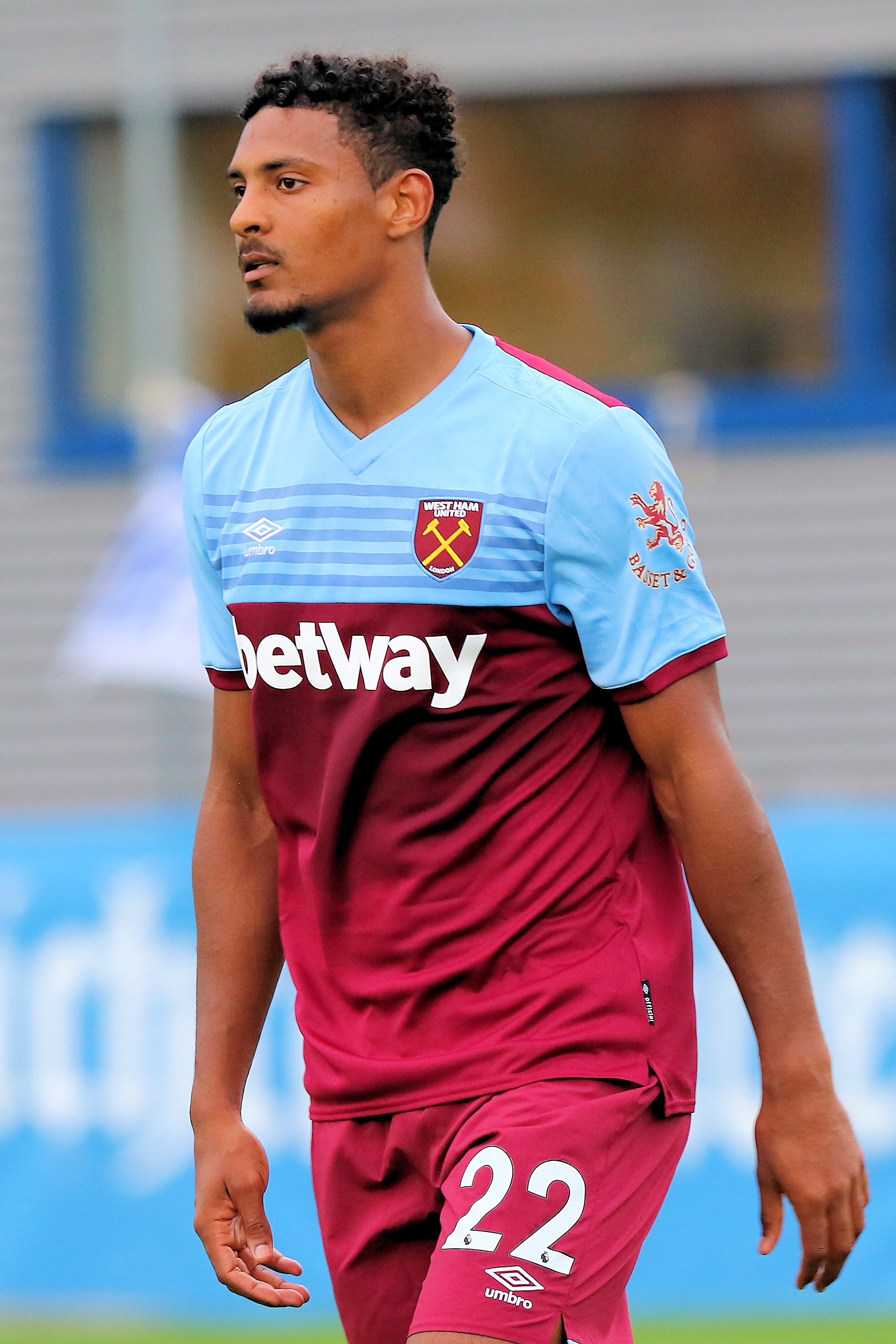
Haller chơi cho West Ham United vào năm 2019

Vào ngày 17 tháng 7 năm 2019, Haller ký hợp đồng với West Ham United có thời hạn 5 năm với mức phí kỷ lục của câu lạc bộ. Vào ngày 31 tháng 7, Haller ghi bàn thắng đầu tiên cho West Ham trong trận giao hữu trước mùa giải với Hertha BSC, trận đấu đó West Ham thắng 5–3.  Anh có trận ra mắt Premier League cho West Ham vào ngày 10 tháng 8, trong trận thua 5–0 trước nhà đương kim vô địch Manchester City. Vào ngày 24 tháng 8 năm 2019, Haller ghi bàn thắng đầu tiên và thứ hai tại Premier League cho West Ham trong chiến thắng 3–1 trên sân khách trước Watford, trong đó anh thực hiện một bàn thắng theo kiểu "xe đạp chổng ngược". Vào ngày 1 tháng 1 năm 2020, Haller ghi một cú đá nhào lộn vào lưới Bournemouth trong chiến thắng 4–0 trên sân nhà. Vào tháng 7 năm 2020, Frankfurt đã kiện West Ham lên FIFA sau khi họ không trả được khoản tiền 5,4 triệu bảng vào tháng 5 năm 2020 thuộc một phần điều khoản của vụ chuyển nhượng 45 triệu bảng. West Ham tuyên bố rằng họ đã giữ lại khoản thanh toán, sau một tranh chấp hợp đồng giữa hai câu lạc bộ. Vào ngày 16 tháng 12 năm 2020, Haller ghi một bàn thắng trong trận hòa 1–1 trước Crystal Palace tại Premier League, bàn thắng đó được bầu chọn là Bàn thắng của tháng ở Premier League vào tháng 12.

### Ajax

#### Mùa giải 2020-2021
Vào ngày 8 tháng 1 năm 2021, Haller ký hợp đồng bốn năm rưỡi với câu lạc bộ Ajax, với mức phí kỷ lục của câu lạc bộ là 22,5 triệu euro (18,8 triệu bảng) từ West Ham United. Anh tái ngộ với huấn luyện viên cũ là Erik ten Hag. Haller có trận ra mắt hai ngày sau khi vào sân thay người ở hiệp hai trước PSV; anh đã kiến tạo cho Antony để ghi bàn gỡ hòa cho Ajax và cũng có một bàn thắng bị VAR từ chối vì lỗi việt vị. Trận đấu kết thúc với tỷ số 2–2. Vào ngày 14 tháng 1, Haller ghi bàn thắng đầu tiên cho Ajax và kiến tạo trong chiến thắng 3-1 trước Twente trên sân khách. Vào ngày 3 tháng 2, có thông tin tiết lộ rằng Haller đã bị loại nhầm khỏi danh sách đội Ajax tham dự vòng loại trực tiếp của UEFA Europa League và do đó sẽ không thể chơi cho câu lạc bộ trong giải đấu.

#### Mùa giải 2021-2022
Trong chiến thắng 5–1 trên sân khách trước Sporting tại UEFA Champions League vào ngày 15 tháng 9 năm 2021, anh ghi hai bàn trong mỗi hiệp để trở thành cầu thủ đầu tiên ghi bốn bàn trong trận ra mắt Champions League kể từ khi Marco van Basten làm điều đó khi khoác áo AC Milan vào năm 1992. Trận đấu tiếp theo của mùa giải Champions League, vào ngày 28 tháng 9, Haller ghi bàn thắng vào lưới Beşiktaş, trở thành cầu thủ đầu tiên trong lịch sử giải đấu ghi được năm bàn thắng trong hai trận đấu đầu tiên ra sân. Trong trận đấu khác, vào ngày 24 tháng 11, Haller ghi hai bàn nhưng bị VAR từ chối một bàn, trong chiến thắng 2–1 trước Beşiktaş để trở thành cầu thủ đầu tiên ghi chín bàn trong năm trận liên tiếp của giải đấu. Vào ngày 7 tháng 12, Haller ghi bàn trong trận đấu cuối cùng vòng bảng Champions League của Ajax, và trong mùa giải, anh trở thành cầu thủ thứ hai ghi bàn trong cả sáu trận vòng bảng sau Cristiano Ronaldo trong mùa giải 2017–18 và trở thành cầu thủ ghi 10 bàn nhanh nhất trong lịch sử thi đấu. Vào ngày 23 tháng 2 năm 2022, anh đã có 1 pha phản lưới nhà nhưng sau đó đã ghi 1 bàn thắng  giúp Ajax có trận hòa 2–2 trước Benfica trên sân khách, trở thành cầu thủ đầu tiên ghi bàn trong bảy trận liên tiếp tại giải đấu.

### Borussia Dortmund

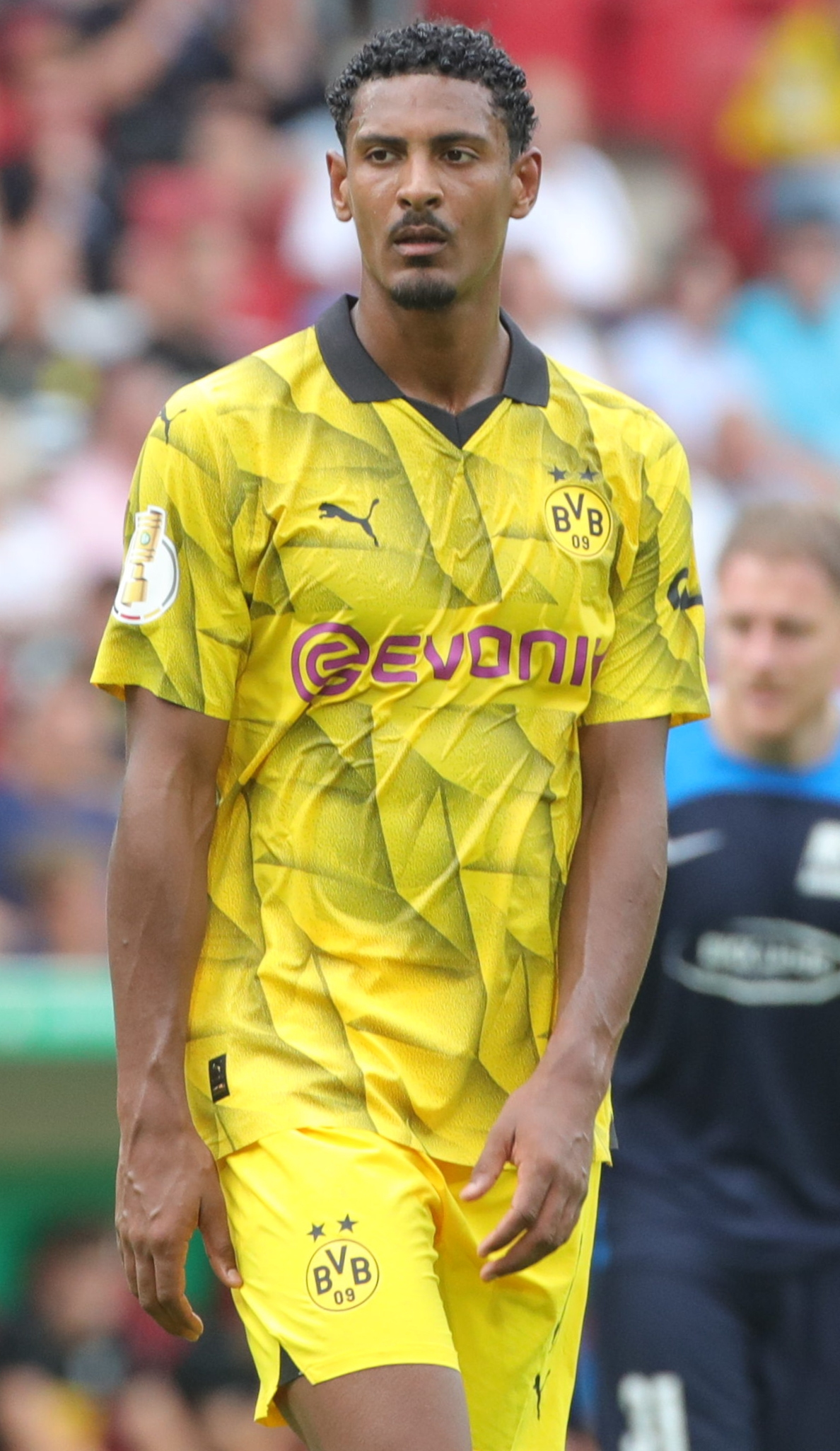
Haller chơi cho Borussia Dortmund năm 2023

Ngày 6 tháng 7 năm 2022, Borussia Dortmund chính thức ký hợp đồng với Haller. Bản hợp đồng có thời hạn đến ngày 30 tháng 6 năm 2026 cùng với phí chuyển nhượng 31 triệu Euro. Tuy nhiên, vào ngày 18 tháng 7, tiền đạo này đã rút lui khỏi trại huấn luyện trước mùa giải của câu lạc bộ ở Đức, sau khi anh được chẩn đoán mắc bệnh ung thư tinh hoàn. Sau đó, anh đã phải trải qua hai cuộc phẫu thuật và bốn đợt hóa trị để kiểm soát sự lây lan của căn bệnh.
Sau khi hoàn thành quá trình điều trị thành công, vào tháng 1 năm 2023, Haller chính thức được phép quay lại tập luyện toàn thời gian khi anh gia nhập đội Dortmund tại trại huấn luyện mùa đông ở Marbella. Vào ngày 10 tháng 1, anh đã chơi trận đầu tiên sau gần tám tháng vắng mặt, góp mặt trong những phút cuối cùng của một trận đấu giao hữu với Fortuna Düsseldorf. Ba ngày sau, anh ghi một hat-trick trong vòng tám phút trong chiến thắng 6–0 trong một trận giao hữu khác với Basel. Vào ngày 22 tháng 1, Haller vào sân thay người trong hiệp 2 trong chiến thắng 4–3 trên sân nhà trước Augsburg, trận đấu đó là lần đầu tiên anh có trận ra mắt chính thức cho Dortmund sau 6 tháng chiến đấu với căn bệnh ung thư. Vào ngày 4 tháng 2, anh ghi bàn thắng chính thức đầu tiên cho câu lạc bộ trong chiến thắng 5–1 trước Freiburg. Haller đã bỏ lỡ một quả phạt đền quan trọng, khi đội của anh đang bị dẫn trước 1–0, trong trận đấu cuối cùng của mùa giải Bundesliga 2022–23 kết thúc với tỷ số hòa 2–2 với Mainz. Borussia Dortmund sau đó đã phải chịu nỗi đau đớn vào ngày cuối cùng khi họ bỏ lỡ chức vô địch Bundesliga đầu tiên sau 11 năm do hiệu số bàn thắng bại. Vào mùa giải 2023–24, chấn thương mắt cá chân khiến anh phải ngồi ngoài trong hầu hết mùa giải, trong đó anh chỉ ghi được ba bàn thắng bao gồm hai bàn vào lưới TSV Schott Mainz ở DFB-Pokal và một bàn vào lưới Atlético Madrid ở tứ kết Champions League.

#### Cho Leganés mượn
Vào ngày 30 tháng 8 năm 2024, ngay trước khi kỳ chuyển nhượng đóng cửa, Haller đã gia nhập câu lạc bộ La Liga Leganés theo dạng cho mượn trong mùa giải 2024–25. Vào ngày 9 tháng 1 năm 2025, Haller đã kết thúc sớm hợp đồng cho mượn của mình với "Los Pepineros" mà không có bàn thắng và không có pha kiến tạo nào. Cùng ngày hôm đó, anh đã tái gia nhập câu lạc bộ cũ của mình, FC Utrecht.

## Sự nghiệp quốc tế

### Đội trẻ

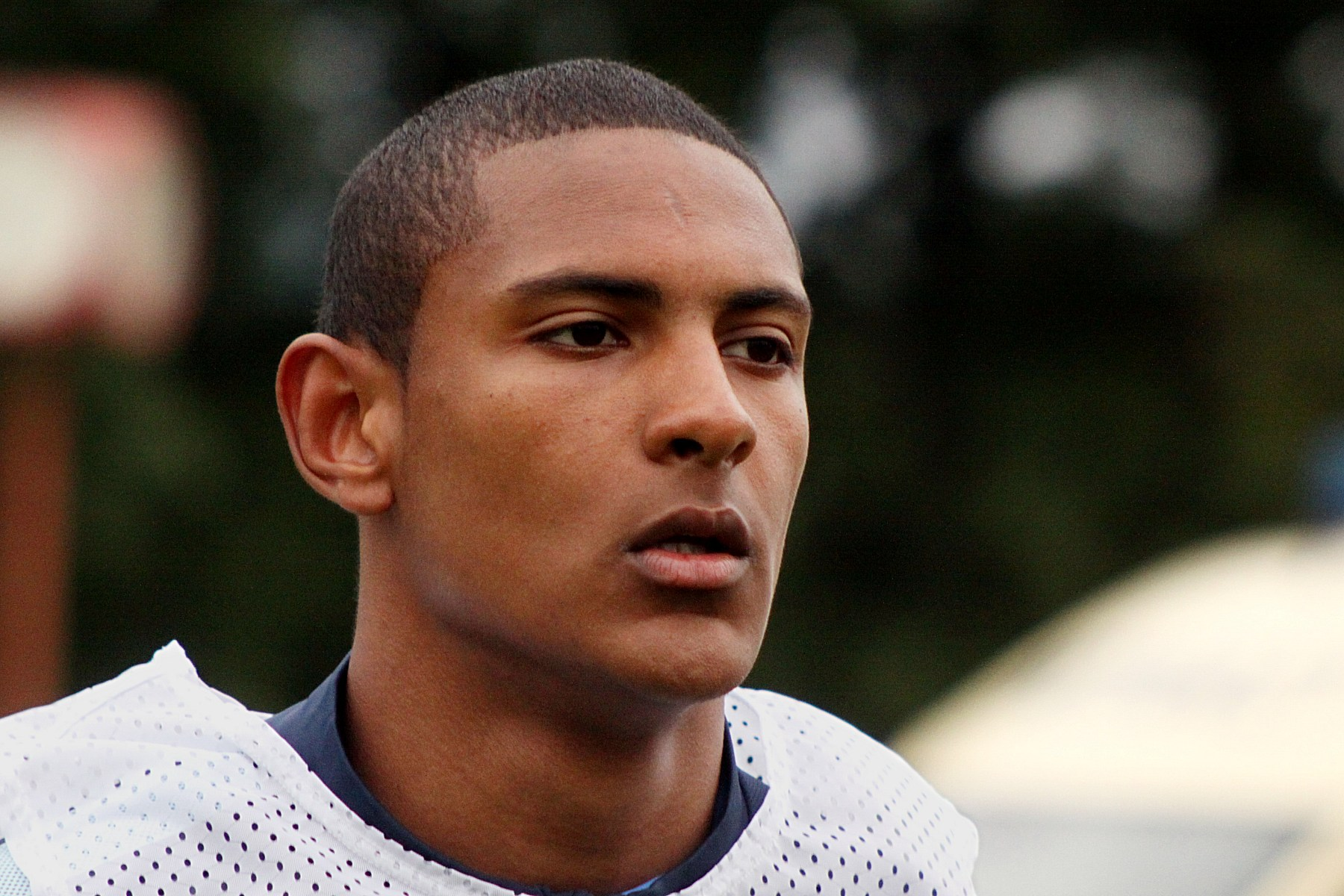
Haller trong màu áo Đội tuyển U-19 Pháp năm 2013

Haller là một thành viên của đội tuyển trẻ quốc tế Pháp, đã đại diện cho quốc gia nơi anh sinh ra ở mọi cấp độ trẻ và tổng cộng 51 lần ra sân và 27 bàn thắng. Anh đã chơi cho đội U-17 tại FIFA U-17 World Cup 2011 ở Mexico, ghi bàn trong chiến thắng 3–0 trước Argentina trong trận đấu mở màn vòng bảng.
Vào ngày 14 tháng 11 năm 2013, Haller đã có trận ra mắt cho Đội tuyển bóng đá U-21 quốc gia Pháp, vào sân thay cho Anthony Martial ở phút thứ 57 trong trận đấu với Armenia trong trận vòng loại châu Âu tại Toulouse và ghi bàn ấn định chiến thắng 6–0. Anh đã ghi một hat-trick vào ngày 25 tháng 3 năm 2015 trong một trận giao hữu và giành chiến thắng với tỷ số tương tự trước Estonia, và anh ấy đã làm điều tương tự vào ngày 10 tháng 11 năm 2016 trong chiến thắng 5–1 trước Bờ Biển Ngà tại Stade Pierre Brisson.

### Đội tuyển quốc gia

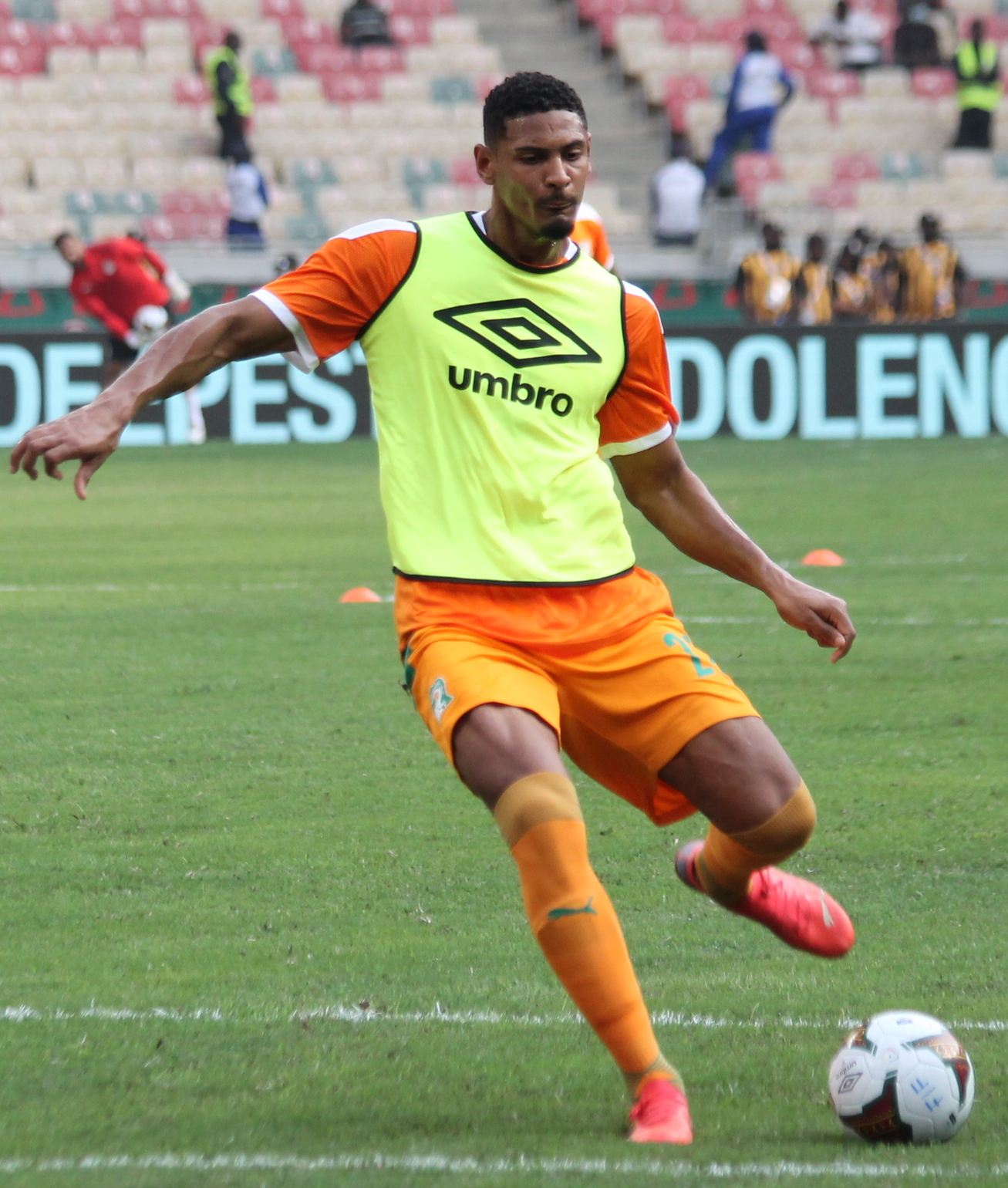
Haller chơi cho Bờ Biển Ngà vào năm 2022

Vào tháng 11 năm 2020, Haller được gọi vào đội tuyển quốc gia Bờ Biển Ngà.  Anh ấy đã ra mắt cho Bờ Biển Ngà trong trận thắng tại vòng loại Cúp các quốc gia châu Phi 2–1 năm 2021 trước Madagascar vào ngày 12 tháng 11, ghi bàn thắng ấn định chiến thắng cho đội của mình ở phút thứ 55. Anh được triệu tập cho trận chung kết ở Cameroon, nơi anh ghi bàn trong trận hòa 2–2 ở vòng bảng với Sierra Leone; trong vòng 16 đội gặp Ai Cập, anh đã bị thay ra ở hiệp phụ vào giữa hiệp để nhường chỗ cho Maxwel Cornet khi đội thua trên chấm luân lưu.
Vào tháng 12 năm 2023, anh có tên trong đội hình Bờ Biển Ngà tham dự Cúp bóng đá châu Phi 2023 được tổ chức tại quê nhà. Trong trận bán kết với CHDC Congo, anh đã ghi bàn thắng duy nhất trong chiến thắng 1–0, qua đó đưa đất nước anh vào trận chung kết. Sau đó, anh đã ghi bàn thắng quyết định trong trận đấu cuối cùng với Nigeria để ấn định chiến thắng 2–1.

## Cuộc sống cá nhân
Năm 2022, Haller được chẩn đoán mắc bệnh ung thư tinh hoàn, anh đã vượt qua căn bệnh này và trở lại với bóng đá chuyên nghiệp vào tháng 1 năm 2023.

## Thống kê sự nghiệp

### Câu lạc bộ
Tính đến 4 tháng 12 năm 2024
| Câu lạc bộ          | Mùa giải            | Giải đấu            | Giải đấu | Giải đấu | Cúp quốc gia | Cúp quốc gia | Cúp liên đoàn | Cúp liên đoàn | Châu Âu | Châu Âu | Khác | Khác | Tổng cộng | Tổng cộng |
| Câu lạc bộ          | Mùa giải            | Hạng đấu            | Trận     | Bàn      | Trận         | Bàn          | Trận          | Bàn           | Trận    | Bàn     | Trận | Bàn  | Trận      | Bàn       |
| ------------------- | ------------------- | ------------------- | -------- | -------- | ------------ | ------------ | ------------- | ------------- | ------- | ------- | ---- | ---- | --------- | --------- |
| Auxerre II          | 2010–11             | CFA                 | 2        | 1        | —            | —            | —             | —             | —       | —       | —    | —    | 2         | 1         |
| Auxerre II          | 2011–12             | CFA                 | 22       | 12       | —            | —            | —             | —             | —       | —       | —    | —    | 22        | 12        |
| Auxerre II          | 2012–13             | CFA                 | 19       | 4        | —            | —            | —             | —             | —       | —       | —    | —    | 19        | 4         |
| Auxerre II          | 2013–14             | CFA 2               | 8        | 5        | —            | —            | —             | —             | —       | —       | —    | —    | 8         | 5         |
| Auxerre II          | 2014–15             | CFA 2               | 6        | 7        | —            | —            | —             | —             | —       | —       | —    | —    | 6         | 7         |
| Auxerre II          | Tổng cộng           | Tổng cộng           | 57       | 29       | —            | —            | —             | —             | —       | —       | —    | —    | 57        | 29        |
| Auxerre             | 2012–13             | Ligue 2             | 17       | 2        | 0            | 0            | 1             | 0             | —       | —       | —    | —    | 18        | 2         |
| Auxerre             | 2013–14             | Ligue 2             | 25       | 4        | 1            | 0            | 2             | 2             | —       | —       | —    | —    | 28        | 6         |
| Auxerre             | 2014–15             | Ligue 2             | 8        | 0        | 0            | 0            | 3             | 0             | —       | —       | —    | —    | 11        | 0         |
| Auxerre             | Tổng cộng           | Tổng cộng           | 50       | 6        | 1            | 0            | 6             | 2             | —       | —       | —    | —    | 57        | 8         |
| Utrecht (mượn)      | 2014–15             | Eredivisie          | 17       | 11       | —            | —            | —             | —             | —       | —       | —    | —    | 17        | 11        |
| Utrecht             | 2015–16             | Eredivisie          | 33       | 17       | 5            | 5            | —             | —             | —       | —       | 4    | 2    | 42        | 24        |
| Utrecht             | 2016–17             | Eredivisie          | 32       | 13       | 3            | 1            | —             | —             | —       | —       | 4    | 2    | 39        | 16        |
| Utrecht             | Tổng cộng           | Tổng cộng           | 82       | 41       | 8            | 6            | —             | —             | —       | —       | 8    | 4    | 98        | 51        |
| Eintracht Frankfurt | 2017–18             | Bundesliga          | 31       | 9        | 5            | 4            | —             | —             | —       | —       | —    | —    | 36        | 13        |
| Eintracht Frankfurt | 2018–19             | Bundesliga          | 29       | 15       | 1            | 0            | —             | —             | 10      | 5       | 1    | 0    | 41        | 20        |
| Eintracht Frankfurt | Tổng cộng           | Tổng cộng           | 60       | 24       | 6            | 4            | —             | —             | 10      | 5       | 1    | 0    | 77        | 33        |
| West Ham United     | 2019–20             | Premier League      | 32       | 7        | 2            | 0            | 1             | 0             | —       | —       | —    | —    | 35        | 7         |
| West Ham United     | 2020–21             | Premier League      | 16       | 3        | —            | —            | 3             | 4             | —       | —       | —    | —    | 19        | 7         |
| West Ham United     | Tổng cộng           | Tổng cộng           | 48       | 10       | 2            | 0            | 4             | 4             | —       | —       | —    | —    | 54        | 14        |
| Ajax                | 2020–21             | Eredivisie          | 19       | 11       | 4            | 2            | —             | —             | —       | —       | —    | —    | 23        | 13        |
| Ajax                | 2021–22             | Eredivisie          | 31       | 21       | 3            | 2            | —             | —             | 8       | 11      | 1    | 0    | 43        | 34        |
| Ajax                | Tổng cộng           | Tổng cộng           | 50       | 32       | 7            | 4            | —             | —             | 8       | 11      | 1    | 0    | 66        | 47        |
| Borussia Dortmund   | 2022–23             | Bundesliga          | 19       | 9        | 1            | 0            | —             | —             | 2       | 0       | —    | —    | 22        | 9         |
| Borussia Dortmund   | 2023–24             | Bundesliga          | 14       | 0        | 1            | 2            | —             | —             | 4       | 1       | —    | —    | 19        | 3         |
| Borussia Dortmund   | Tổng cộng           | Tổng cộng           | 33       | 9        | 2            | 2            | —             | —             | 6       | 1       | —    | —    | 41        | 12        |
| Leganés (mượn)      | 2024–25             | La Liga             | 8        | 0        | 1            | 0            | —             | —             | —       | —       | —    | —    | 9         | 0         |
| Utrecht (mượn)      | 2024–25             | Eredivisie          | 0        | 0        | 0            | 0            | —             | —             | —       | —       | —    | —    | 0         | 0         |
| Tổng cộng sự nghiệp | Tổng cộng sự nghiệp | Tổng cộng sự nghiệp | 388      | 151      | 27           | 16           | 10            | 6             | 24      | 17      | 10   | 4    | 459       | 194       |

1. ↑  Bao gồm Coupe de France, KNVB Cup, DFB-Pokal, FA Cup, Copa del Rey
2. ↑  Bao gồm Coupe de la Ligue, EFL Cup
3. 1 2  Số lần ra sân tại Eredivisie play-offs giành vé dự cúp châu Âu
4. ↑  Số lần ra sân tại UEFA Europa League
5. ↑  Ra sân tại DFL-Supercup
6. 1 2 3  Số lần ra sân tại UEFA Champions League
7. ↑  Ra sân tại Johan Cruyff Shield

### Đội tuyển quốc gia
| Đội tuyển quốc gia | Năm       | Trận | Bàn |
| ------------------ | --------- | ---- | --- |
| Bờ Biển Ngà        | 2020      | 2    | 1   |
| Bờ Biển Ngà        | 2021      | 6    | 2   |
| Bờ Biển Ngà        | 2022      | 7    | 1   |
| Bờ Biển Ngà        | 2023      | 6    | 4   |
| Bờ Biển Ngà        | 2024      | 6    | 2   |
| Tổng cộng          | Tổng cộng | 27   | 10  |

| STT | Ngày                 | Địa điểm                                                  | Số trận | Đối thủ      | Bàn thắng | Kết quả | Giải đấu                      |
| --- | -------------------- | --------------------------------------------------------- | ------- | ------------ | --------- | ------- | ----------------------------- |
| 1   | 12 tháng 11 năm 2020 | Sân vận động quốc gia Bờ Biển Ngà, Abidjan, Bờ Biển Ngà   | 1       | Madagascar   | 2–0       | 2–1     | Vòng loại CAN 2021            |
| 2   | 6 tháng 9 năm 2021   | Sân vận động quốc gia Bờ Biển Ngà, Abidjan, Bờ Biển Ngà   | 6       | Cameroon     | 1–0       | 2–1     | Vòng loại FIFA World Cup 2022 |
| 3   | 6 tháng 9 năm 2021   | Sân vận động quốc gia Bờ Biển Ngà, Abidjan, Bờ Biển Ngà   | 6       | Cameroon     | 2–0       | 2–1     | Vòng loại FIFA World Cup 2022 |
| 4   | 16 tháng 1 năm 2022  | Sân vận động Japoma, Douala, Cameroon                     | 10      | Sierra Leone | 1–0       | 2–2     | CAN 2021                      |
| 5   | 24 tháng 3 năm 2023  | Sân vận động Bouaké, Bouaké, Bờ Biển Ngà                  | 16      | Comoros      | 2–0       | 3–1     | Vòng loại CAN 2023            |
| 6   | 14 tháng 10 năm 2023 | Sân vận động Felix Houphouet Boigny, Abidjan, Bờ Biển Ngà | 19      | Maroc        | 1–0       | 1–1     | Vòng loại CAN 2023            |
| 7   | 17 tháng 10 năm 2023 | Sân vận động Felix Houphouet Boigny, Abidjan, Bờ Biển Ngà | 20      | Nam Phi      | 1–1       | 1–1     | Vòng loại CAN 2023            |
| 8   | 17 tháng 11 năm 2023 | Sân vận động quốc gia Bờ Biển Ngà, Abidjan, Bờ Biển Ngà   | 21      | Seychelles   | 1–0       | 9–0     | Vòng loại FIFA World Cup 2026 |
| 9   | 7 tháng 2 năm 2024   | Sân vận động Alassane Ouattara, Abidjan, Bờ Biển Ngà      | 25      | CHDC Congo   | 1–0       | 1–0     | CAN 2023                      |
| 10  | 11 tháng 2 năm 2024  | Sân vận động Alassane Ouattara, Abidjan, Bờ Biển Ngà      | 26      | Nigeria      | 2–1       | 2–1     | CAN 2023                      |

## Danh hiệu
Eintracht Frankfurt
- DFB-Pokal: 2017–18[58]

Ajax
- Eredivisie: 2020–21[59]
- KNVB Cup: 2020–21[60]

Bờ Biển Ngà
- Africa Cup of Nations: 2023

### Giải thưởng cá nhân
- Cúp David Di Tommaso: 2015
- Bundesliga Tân binh của Tháng: Tháng 10/2017[61]
- Premier League Bàn thắng đẹp nhất tháng: Tháng 12/2020[62]